# Холлистер, Бретт
Бретт Джеймс Холлистер (англ. Brett James Hollister; род. 19 мая 1966, Роторуа, Бей-оф-Пленти) — новозеландский гребной рулевой, выступавший за сборную Новой Зеландии по академической гребле в перовой половине 1980-х годов. Бронзовый призёр летних Олимпийских игр в Лос-Анджелесе, чемпион мира, победитель и призёр многих регат национального значения. Также известен как спортивный функционер.

## Биография
Бретт Холлистер родился 19 мая 1966 года в городе Роторуа, Новая Зеландия.
Занимался академической греблей в Гамильтоне, проходил подготовку в местном клубе Waikato Rowing Club.
Первого серьёзного успеха на взрослом международном уровне добился в сезоне 1983 года, когда вошёл в основной состав новозеландской национальной сборной и побывал на чемпионате мира в Дуйсбурге, откуда привёз награду золотого достоинства, выигранную в распашных рулевых четвёрках.
Благодаря череде удачных выступлений удостоился права защищать честь страны на летних Олимпийских играх 1984 года в Лос-Анджелесе. В составе четырёхместного рулевого экипажа, куда также вошли гребцы Кевин Лотон, Барри Мабботт, Дон Саймон и Росс Тонг, финишировал в главном финале третьим позади команд из Великобритании и США — тем самым завоевал бронзовую олимпийскую медаль.
После лос-анджелесской Олимпиады Холлистер ещё в течение некоторого времени оставался в составе гребной команды Новой Зеландии и продолжал принимать участие в крупнейших международных регатах. Так, в 1985 году он выступил на мировом первенстве в Хазевинкеле — на сей раз попасть в число призёров не смог, в программе восьмёрок финишировал четвёртым.
Впоследствии являлся сотрудником компаний Nike New Zealand (1991—1999), PRISM (1999—2000), Telecom New Zealand (2000—2004). Проявил себя в качестве регбийного менеджера, в 2004—2006 годах работал в регбийном клубе «Кентербери», с 2006 года занимает должность главного исполнительного директора North Harbour Rugby Union.